# Windows NT 4.0
Windows NT 4.0 је главно издање оперативног система Windows NT који је развио Microsoft и оријентисан је ка предузећима. Он је директан наследник Windows NT 3.51 и пуштен је у производњу 31. јула 1996., затим у малопродају 24. августа 1996., а верзије сервера су пуштене у продају у септембру 1996.
Windows NT 4.0 је 32-битни оперативни систем који има превентивно више задатака и који је дизајниран да ради са једнопроцесорским или симетричним вишепроцесорским рачунарима. Био је то Microsoft-ов примарни пословно оријентисан оперативни систем све до увођења Windows 2000. Продата су издања за радну станицу, сервер и уграђена, а сва издања имају графички кориснички интерфејс сличан оном у Windows 95. Windows NT 4.0 је било последње јавно издање Windows-а за Alpha, MIPS, and PowerPC архитектуре.
Главна подршка за Windows NT 4.0 Workstation је престала 30. јуна 2002., након чега је продужена подршка завршена 30. јуна 2004. Основна подршка за Windows NT 4.0 Server је окончана 31. децембра 2002., са продуженом подршком која се завршава 31. децембра 2004. Главна подршка за Windows NT 4.0 Embedded је завршена 30. јуна, 2003, након чега је уследила продужена подршка 11. јула 2006. Ова издања су наследили Windows 2000 Professional, Windows 2000 Server Family и Windows XP Embedded.

## Сервисни пакети
| Сервисни пакет            | Датум изласка     |
| ------------------------- | ----------------- |
| Service Pack 1 (SP1)      | October 16, 1996  |
| Service Pack 2 (SP2)      | December 14, 1996 |
| Service Pack 3 (SP3)      | May 15, 1997      |
| Service Pack 4 (SP4)      | October 25, 1998  |
| Service Pack 5 (SP5)      | May 4, 1999       |
| Service Pack 6 (SP6)      | October 27, 1999  |
| Service Pack 6a (SP6a)    | November 22, 1999 |
| Post SP6a Security Rollup | July 26, 2001     |

Windows NT 4.0 је добио шест сервисних пакета током свог животног циклуса, као и бројне сервисне и опционе пакете. Само први сервисни пакет је био доступан за MIPS архитектуру, сервисни пакет 2 је био коначно издање за архитектуру PowerPC, а сервисни пакет 6 је био коначно издање за алфа архитектуру. Сервисни пакет 6а (СП6а) је последњи објављени сервисни пакет за Windows NT 4.0.
Сервисни пакет 7 је планиран у једној фази почетком 2001., али је то постао безбедносни пакет након СП6а, а не комплетан сервисни пакет, објављен 26. јула 2001., 16 месеци након објављивања Windows 2000 и скоро три месеца пре објављивања оперативног система Windows XP.

## Системски захтеви
| Категорија                     | Минимум                 | Препоручено             |
| ------------------------------ | ----------------------- | ----------------------- |
| Процесор                       | Intel 486 at 33 MHz     | Pentium or Pentium Pro  |
| Меморија                       | 16 MB                   | 32 MB or higher         |
| Видео картица                  | VGA                     | SVGA                    |
| Хард диск                      | IDE, EIDE, SCSI or ESDI | IDE, EIDE, SCSI or ESDI |
| Слободан простор на хард диску | 128 MB                  | 256 MB or higher        |
| Начин инсталације              | CD-ROM drive            | CD-ROM drive            |